# Západočeské pivovary

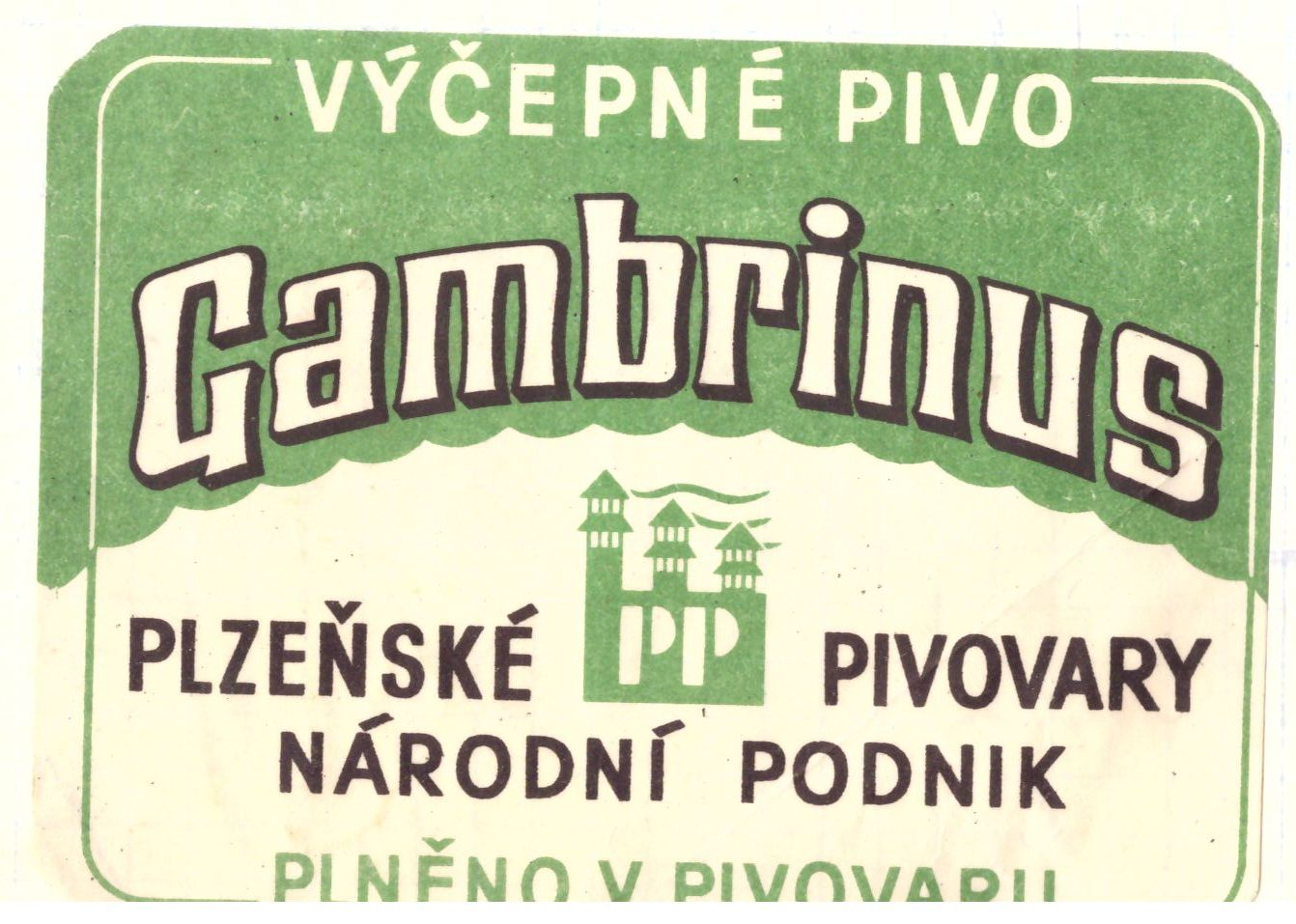
Etiketa piva Gambrinus spadajícího pod národní podnik Plzeňské pivovary.

Západočeské pivovary byl národní podnik, který spadal pod Československé státní pivovary a v letech 1945–1990 zastřešoval výrobu piva v západních Čechách.

## Historie
V roce 1946 byly znárodněny pivovary Plzeňský Prazdroj a Gambrinus, čímž vznikl národní podnik Plzeňské pivovary, n. p. Plzeň. Také byly znárodněny pivovary Stod, Staňkov, Horšovský Týn, Klatovy, Stříbro, Dobřany a Švabín, jejichž fúzí vznikl národní podnik Západočeské pivovary, n. p. Plzeň. Znárodnění menších pivovarů proběhlo v následujících dvou letech. V roce 1947 došlo ke znárodnění pivovaru v Chebu a vzniku národního podniku Chebský pivovar, n.p. K tomuto podniku bylo o rok později připojeno několik dalších pivovarů (Aš, Karlovy Vary, Prunéřov, Petrohrad a Loket) a došlo tak ke vzniku Chebsko-karlovarských pivovarů.
V roce 1952 došlo k rozdělení Chebsko-karlovarských pivovarů na dva – Chebské pivovary a Karlovarské pivovary.
V roce 1953 se některé pivovary (pivovary v Bělé, Blatné, Březnici, Domažlicích, Koutě a Železné Rudě) oddělily ze Západočeských pivovarů do nového národního podniku Chodské pivovary.
O rok později, v roce 1954, ale dochází k reorganizaci a vzniku dalšího národního podniku Západočeské pivovary n.p. Staňkov, do kterého jsou začleněny některé pivovary z národních podniků Chodské pivovary a Západočeské pivovary n.p. Plzeň. V roce 1958 byly národní podniky Plzeňské pivovary a Západočeské pivovary sloučeny pod hlavičku Západočeských pivovarů k.p. Plzeň. V roce 1960 došlo k další reorganizaci, zrušení Chebských a Karlovarských pivovarů a jejich začlenění pod Západočeské pivovary. V roce 1964 byl Plzeňský Prazdroj vyčleněn do samostatného národního podniku, který byl orientován na export. V roce 1989 měly Západočeské pivovary 5 závodů (Domažlice, Cheb, Karlovy Vary, Plzeň, Chodová Planá), 2 089 zaměstnanců a výstav 3,2 mil. hl.
V témže roce vznikl státní podnik Plzeňské pivovary, do kterého byly postupně sloučen národní podnik Západočeské pivovary i Plzeňská prazdroj. Tento státní podnik byl v roce 1992 zprivatizován, čímž vznikla akciová společnost Plzeňské pivovary. V roce 1994 se tato společnost přejmenovala na Plzeňský Prazdroj, a.s. Pivovar v Chebu byl uzavřen v roce 1994, pivovary v Domažlicích a Karlových Varech v roce 1996.